# Reinkarnace v buddhismu

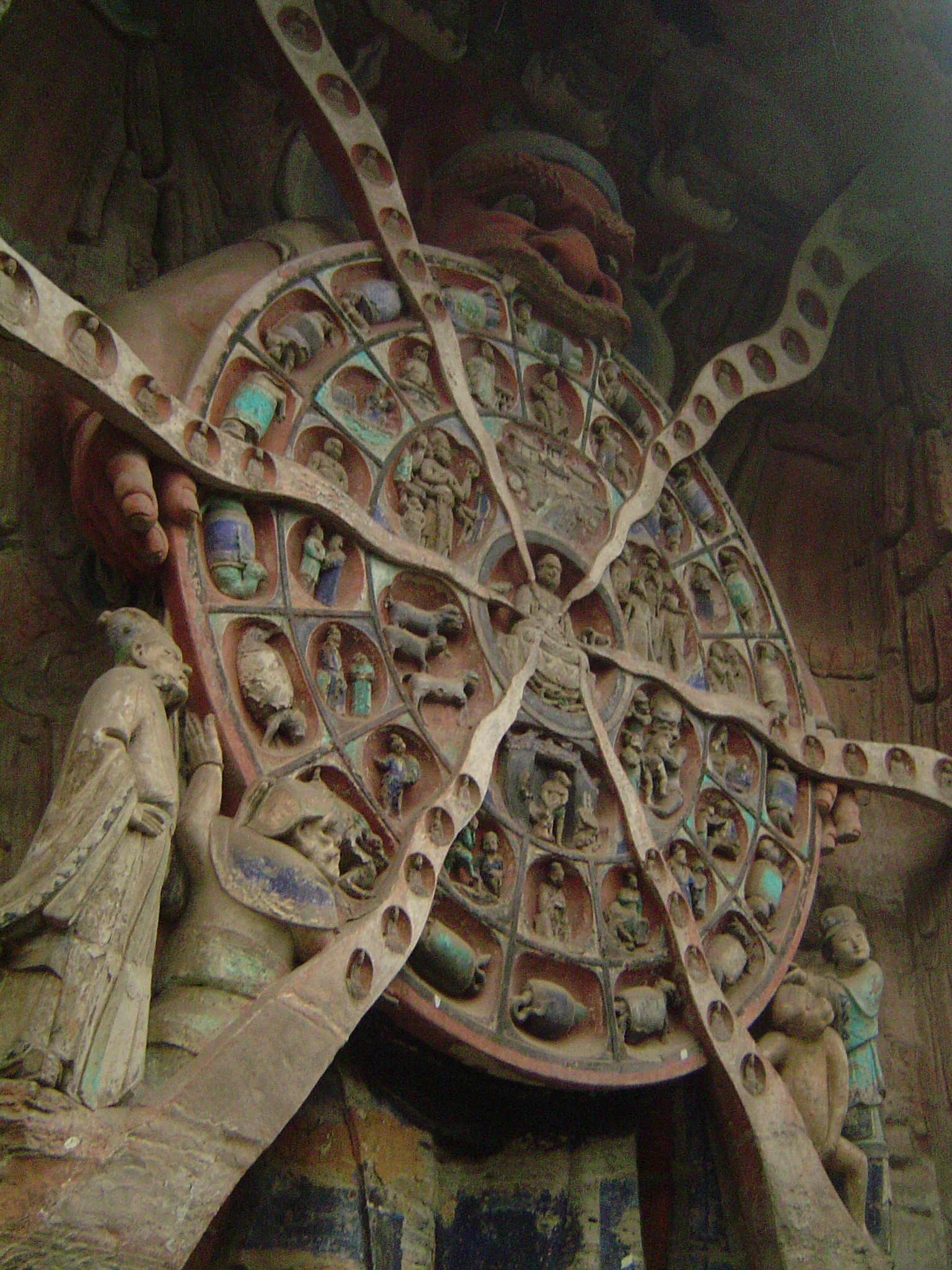
Kolo života znázorňuje princip reinkarnace.

Znovuzrozování je buddhistický pojem užívaný k označení neustálého procesu smrti a narození, kterým prochází každá bytost v samsáře, dokud nedosáhne konečného osvobození – Nirvány.
Buddhismus sice vznikl na pozadí upanišadového náboženství, ale jeho pojetí znovuzrozování je značně odlišné. Buddhismus říká, že všechny jevy jsou:
- nestálé a pomíjivé,
- iluzorní jako sen, čili bezpodstatné
- plné utrpení.

Podle buddhismu není žádné trvalé věčné „já“. Pojem „já“ je jen dokonalou iluzí, všechny cítící bytosti jsou totiž jen pomíjivým shlukem iluzorních tělesných a mentálních fenoménů a různých typů vědomí. Není proto nic, co by přecházelo z jednoho života do druhého, a tak mezi dvěma zrozeními je pouze kauzální kontinuita. Proto také někteří buddhisté raději nepoužívají pojmy jako reinkarnace ani převtělování.
Buddhisté k osvětlení svého pojetí znovuzrozování často používají přirovnání k zapálení svíčky od jiné hořící svíčky. Plamínky nejsou totožné, ale na druhou stranu nejsou ani zcela odlišné. Je mezi nimi příčinná souvislost. Jiná metafora je jablko, které každý rok vyrůstá na témže místě větvičky stromu.
Různé buddhistické školy se liší v názorech, jak přesně znovuzrozování probíhá. Théraváda tvrdí, že nové zrození následuje ihned po smrti. Vadžrajánové školy naproti tomu trvají na existenci přechodného stavu Bardo z kterého se může okamžitě ale nejpozději do 49 dnů pramen mysli objevit nebo znovuzrodit v některých z nespočetných forem existence v  6. sférách cyklického světa. Podle vadžrajánových škol nauky bardo o smrti a znovuzrození, která jsou popsána v Tibetské knize mrtvých pocházejí od samotného Gautama Buddhy.
Hnací silou znovuzrození jsou podle buddhistického pojetí v okamžiku smrti jedince nevyhaslé mentální síly, jejichž příčinou je žádostivost po smyslových radostech, po pokračování v existenci a po posmrtném zániku. 
Žádostivost ve spojení s pomíjivostí všech jevů vede k pocitům nespokojenosti a utrpení. Proto i buddhisté usilují o konečné vysvobození z cyklu znovuzrozování (samsára), kterým je nirvána (vyhasnutí žádostivosti), a cestou k ní je Ušlechtilá osmidílná stezka.